# Brent Huff
Brent Huff est un acteur et réalisateur américain né le 11 mars 1961 à Springfield (Missouri).

## Filmographie sélective
- 1984 : Gwendoline de Just Jaeckin
- 1985 : American Warrior (Nine Deaths of the Ninja) d'Emmett Alston
- 1986 : Armés pour répondre (Armed Response) de Fred Olen Ray
- 1987 : Stormquest (es) d'Alex Sessa
- 1988 : Trappola diabolica de Bruno Mattei
- 1989 : Nato per combattere de Bruno Mattei
- 1992 : Falling from Grace de John Mellencamp
- 1997 : Bad Pack : Ultime combat (en) réalisé par lui-même
- 1999 : The Last Siege: Never Surrender (cy) de Worth Keeter
- depuis 2019 : The Rookie : Le Flic de Los Angeles : Quigley Smitty (saison 1 à partir de l'épisode 14)
- 2022 : The Rookie: Feds : Quigley Smitty